# Lago del Colo
Il lago del Colo, o lago Grande è un lago glaciale della provincia di Trento, situato nel comune di Ronchi Valsugana; si trova sul Monte Colo, nella catena dei Lagorai, e fa parte del bacino idrografico del fiume Brenta.

## Storia

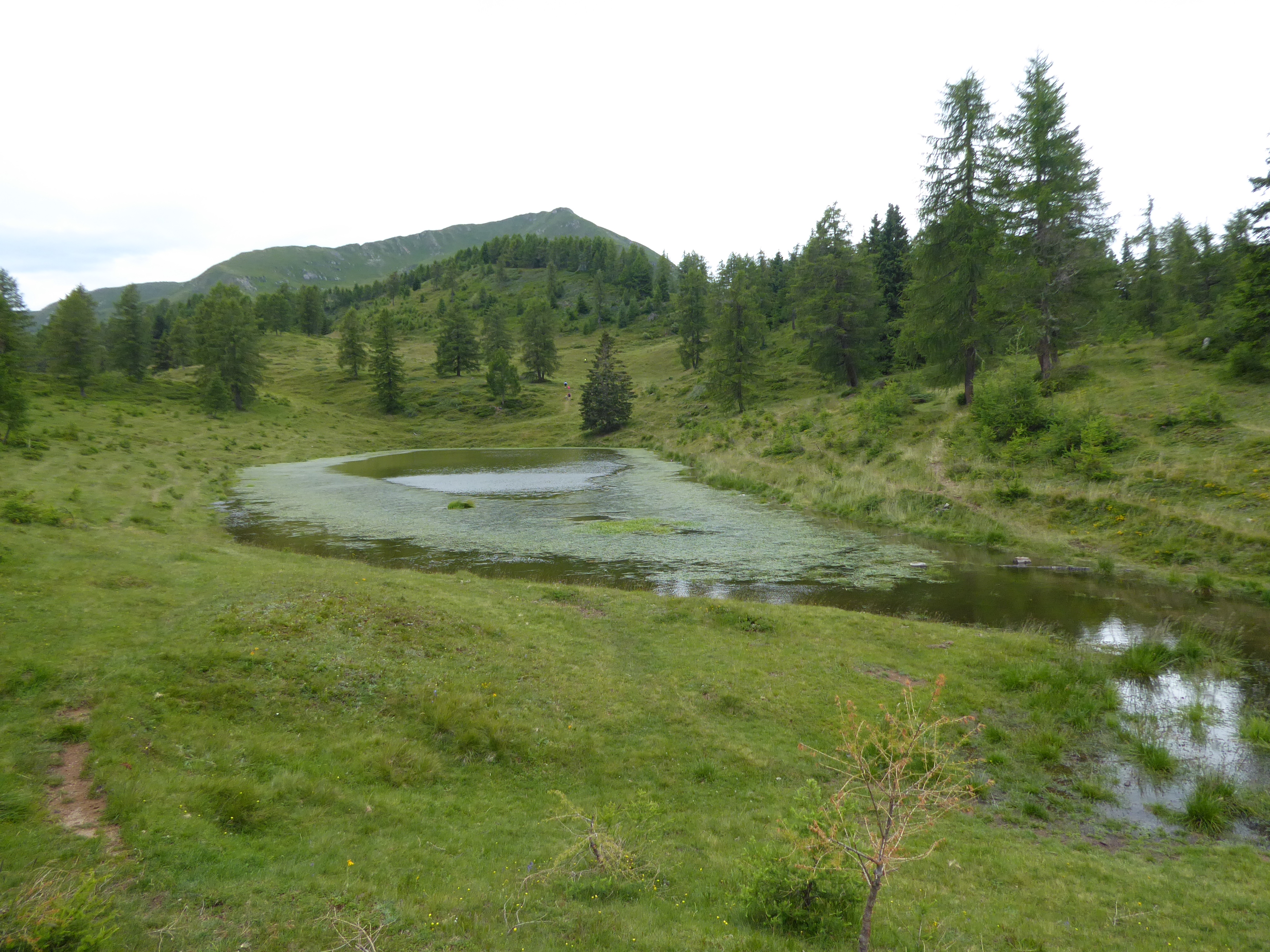
Vista dalla costa meridionale

Nella notte tra il 15 e il 16 maggio 1916 il lago fu teatro di una sanguinosa battaglia tra il regno d'Italia e l'impero austro-ungarico. Le forze imperiali, composte perlopiù da dalmati e rumeni, avevano pianificato un attacco che doveva essere soltanto dimostrativo, a evidenziare il successo della Strafexpedition: tuttavia né loro, né l'avversario (l'ostinato generale Andrea Graziani alla guida della Brigata Jonio), conoscevano la geografia del luogo, non sapendo quindi della presenza del lago, che era ghiacciato e coperto da uno strato di neve, così che sembrava un prato pianeggiante; i soldati si scontrarono proprio sulla sua superficie, finendo per sprofondare nelle sue acque: solo tra gli imperiali vi furono 873 vittime, quasi la metà di quelle impiegate nella schermaglia.
A giugno 2017 il lago si è colorato di rosso, come avveniva in passato per il più celebre lago di Tovel (e come avvenne anche al vicino lago delle Carezze nel 2003); anche in questo caso, la causa era da ascrivere ad una fortuita combinazione di più elementi: le alte temperature, la fioritura di alghe e gli escrementi delle mucche al pascolo.